# Mycobacterium scrofulaceum
Mycobacterium scrofulaceum es una especie de micobacteria escotocromógena que aparece ocasionalmente en el agua y como saprofito en adultos con alguna neumopatía crónica.
Causa linfadenitis cervical crónica en niños y en raras ocasiones otras enfermedades granulomatosas.
Con la extirpación quirúrgica de los ganglios cervicales infectados se logra a veces la curación y es frecuente que la micobacteria mencionada sea resistente a los antifimicos.